# جيف كوناواي
جيف كوناواي (بالإنجليزية: Jeff Conaway)‏ مواليد 5 أكتوبر 1950 في نيويورك، الولايات المتحدة - الوفاة 27 مايو 2011 في كاليفورنيا، الولايات المتحدة، هو ممثل أمريكي بدأ مسيرته الفنية سنة 1971. امتدت مسيرته الفنية لأكثر من 40 عاما.

## الأعمال
- غريس
- رجل على القمر
- ديكي روبرتس: النجم السابق الطفل

## روابط خارجية
- جيف كوناواي على موقع IMDb (الإنجليزية)
- جيف كوناواي على موقع روتن توميتوز (الإنجليزية)
- جيف كوناواي على موقع ألو سيني (الفرنسية)
- جيف كوناواي على موقع ميوزك برينز (الإنجليزية)
- جيف كوناواي على موقع تيرنر كلاسيك موفيز (الإنجليزية)
- جيف كوناواي على موقع أول موفي (الإنجليزية)
- جيف كوناواي على موقع قاعدة بيانات برودواي على الإنترنت (الإنجليزية)
- جيف كوناواي على موقع قاعدة بيانات الأفلام السويدية (السويدية)
- جيف كوناواي على موقع إن إن دي بي (الإنجليزية)
- جيف كوناواي على موقع قاعدة بيانات الفيلم (الإنجليزية)